# Apechthis nigrifemorata
Apechthis nigrifemorata är en stekelart som först beskrevs av Gupta och Tikar 1967.  Apechthis nigrifemorata ingår i släktet Apechthis och familjen brokparasitsteklar. Inga underarter finns listade i Catalogue of Life.